# Hypodoxa multicolor
Hypodoxa multicolor är en fjärilsart som beskrevs av W. Warren 1899. Hypodoxa multicolor ingår i släktet Hypodoxa och familjen mätare. Inga underarter finns listade i Catalogue of Life.